# 437
437 (CDXXXVII) fue un año común comenzado en viernes del calendario juliano, en vigor en aquella fecha.
En el Imperio romano, el año fue nombrado el del consulado de Aecio y Sigisvuldo, o menos comúnmente, como el 1190 Ab urbe condita, adquiriendo su denominación como 437 a principios de la Edad Media, al establecerse el anno Domini.

## Acontecimientos
- Gala Placidia abandona la regencia en nombre de su hijo.
- 29 de octubre: Valentiniano III, Emperador romano de Occidente, se casa con Licinia Eudoxia, hija de su primo Teodosio II, Emperador romano de Oriente en Constantinopla. Esto unifica las dos ramas de la dinastía Teodosiana.
- El general romano Aecio pretende atajar los ataques de los burgundios en Augusta Vangionum y llama a mercenarios hunos, que sobrepasan la ciudad, matando alrededor de 20 000 burgundios. Este desastre épico proporcionó la fuente del Cantar de los nibelungos.